# Шаворне (Франция)
Шаворне́ (фр. Chavornay) — коммуна во Франции, находится в регионе Рона — Альпы. Департамент — Эн. Входит в состав кантона Шампань-ан-Вальроме. Округ коммуны — Белле.
Код INSEE коммуны — 01097.

## География

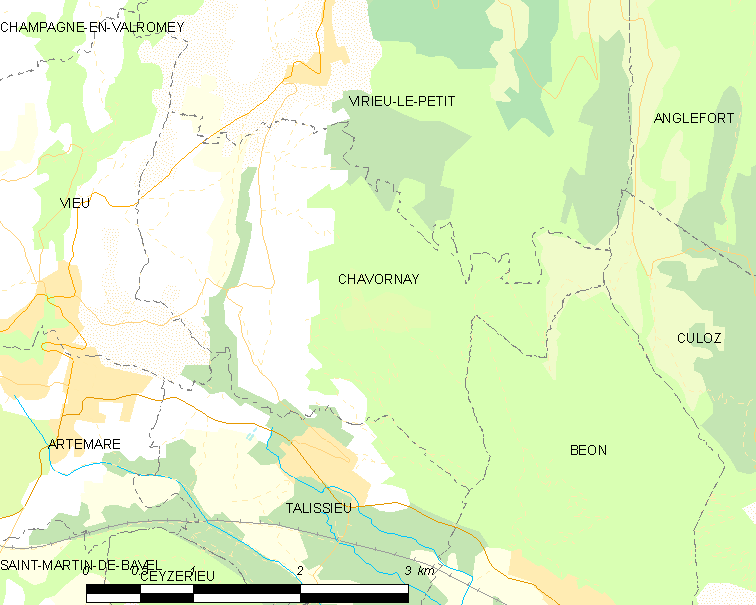
Карта коммуны

Коммуна расположена приблизительно в 420 км к юго-востоку от Парижа, в 70 км восточнее Лиона, в 55 км к юго-востоку от Бурк-ан-Бреса.
На западе коммуны протекает река Лаваль (фр. Laval).

## Климат
Климат полуконтинентальный с холодной зимой и тёплым летом. Дожди бывают нечасто, в основном летом.

## История
Первое упоминание о деревне относится к IX веку.

## Население
Население коммуны на 2010 год составляло 199 человек.
| 1962 | 1968 | 1975 | 1982 | 1990 | 1999 | 2010 |
| ---- | ---- | ---- | ---- | ---- | ---- | ---- |
| 153  | 138  | 131  | 136  | 175  | 176  | 199  |

## Администрация
| Период | Период | Фамилия        | Партия | Примечания |
| ------ | ------ | -------------- | ------ | ---------- |
| 1995   | 2003   | Морис Пакьен   |        |            |
| 2003   | 2008   | Жан-Марк Мерме |        |            |
| 2008   | 2020   | Робер Серполь  |        |            |

## Экономика
В 2010 году среди 131 человека трудоспособного возраста (15—64 лет) 93 были экономически активными, 38 — неактивными (показатель активности — 71,0 %, в 1999 году было 68,8 %). Из 93 активных жителей работали 90 человек (40 мужчин и 50 женщин), безработных было 3 (3 мужчин и 0 женщин). Среди 38 неактивных 11 человек были учениками или студентами, 19 — пенсионерами, 8 были неактивными по другим причинам.